# Bouches-du-Weser
Bouches-du-Weser ("Monden van de Wezer") was een departement van het Eerste Franse Keizerrijk in Noord-Duitsland. Het werd gevormd op 1 januari 1811 en vernoemd naar de rivier de Wezer. De hoofdstad was Bremen.
Het gebied omvatte het land Bremen en delen van het huidige Nedersaksen. Het departement was onderverdeeld in de volgende arrondissementen en kantons:
- Bremen (Brême), kantons: Achim, Bremen, Lilienthal, Ottersberg, Rotenburg, Syke, Thedinghausen en Verden.
- Bremerlehe, kantons: Beverstedt, Bremerlehe, Dorum, Hagen im Bremischen, Osterholz en Vegesack.
- Nienburg, kantons: Bassum, Bruchhausen, Hoya, Liebenau, Nienburg, Rethel, Stolzenau, Sulingen en Walsrode.
- Oldenburg (Oldenbourg), kantons: Berne, Burhave, Delmenhorst, Elsfleth, Hatten, Oldenburg, Ovelgönne, Rastede, Varel en Westerstede.

Na de nederlaag van Napoleon in 1814 werden de oude structuren hersteld: het Koninkrijk Hannover, het hertogdom Oldenburg en de vrije hanzestad Bremen.
Dit departement kende twee prefecten: Charles-Philippe van Arberg (1810/1811 - 1813) en de Duitse jurist uit Bremen Johann Eberhard Pavenstedt (1813 - 1814).
- Gemeinsame Normdatei: 10066623-1
- Virtual International Authority File: 142861620
- WorldCat: E39PBJmhRBCC94Bfqd893Hrpfq